# Teimuras II.

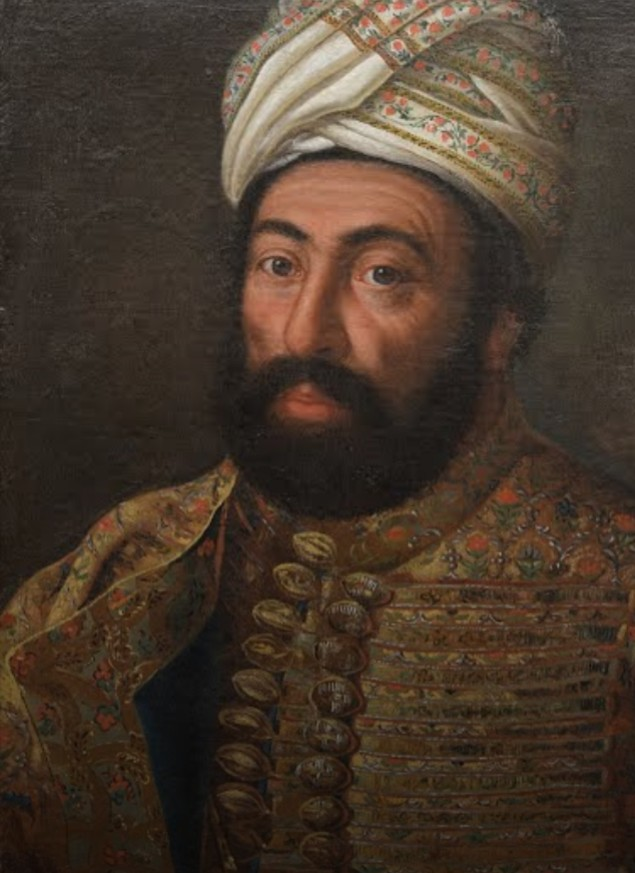
Porträt von Teimuras II.

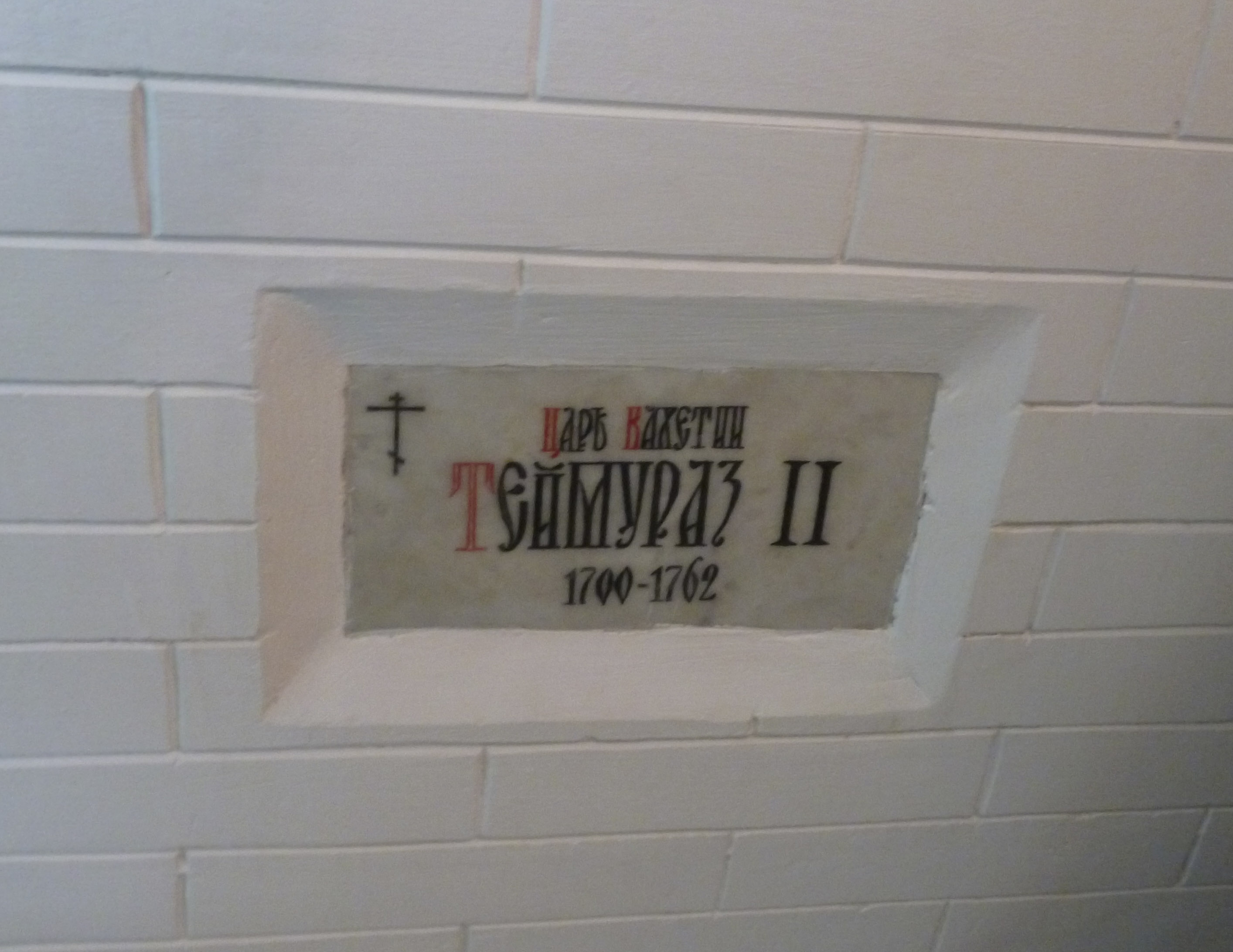
Grab von Teimuras II. in Astrachan

Teimuras II. (georgisch თეიმურაზ II; * 1680 in Tiflis; † 8. Januar 1762 in Sankt Petersburg) war ein georgischer König aus der Bagratiden-Dynastie. Er war Wālī von Kachetien von 1709 bis 1715, König von Kachetien von 1733 bis 1744 und König von Kartlien von 1744 bis 1762.
In seiner ersten Herrschaftsphase unterstützte er Nader Schah, der nach dem Fall der Safawiden die Dynastie der Afschariden gegründet hatte, bei der Wiedererrichtung des Persischen Reiches. Er zog gegen das Osmanische Reich zu Feld und schlug anti-persische Aufstände in Georgien nieder. Im Gegenzug erlaubte Nader Schah, dass er und sein Sohn in einer christlichen Krönungszeremonie zu Königen von Kachetien und Kartlien gekrönt wurden. Die Krönung von Teimuras II. fand am 1. Oktober 1744 in der Swetizchoweli-Kathedrale statt und war die erste derartige Zeremonie seit einem Jahrhundert. Mit Unterstützung seines Sohnes und Thronfolgers Erekle II. weitete er bis 1752 seinen Einfluss auf Teile des heutigen Armenien, Aserbaidschan und Nordwest-Iran aus. Im Jahre 1754 und 1755 bekämpfte der die Lesgier, die immer wieder in Ost-Georgien eingefallen waren und besiegte sie in zwei Schlachten.
Als das persische Reich wieder Schwächen zeigte, suchte Teimuras II. Verbündete gegen Persien. Zu diesem Zweck reiste er im Jahre 1760 nach Russland, um dort militärische oder finanzielle Hilfe gegen die Perser zu erhalten. Auf dieser Reise starb er in Sankt Petersburg. Er wurde in der georgischen Kirche von Astrachan begraben.
Teimuras II. war nicht nur König, sondern wird auch für seine Dichtkunst geschätzt.